# 迭杜古 (迪瓦拉省)
迭杜古（法語：Diédougou），是馬里的城鎮，位於該國西南部，由庫利科羅區的迪瓦拉省負責管轄，處於巴馬科以東205公里，面積627平方公里，2009年人口39,021，人口密度每平方公里62人。